# Neretvanska trupica
Trupica ili trupa, zbog svoje autohtonosti u delti Neretve,  poznata i kao neretvanska trupica,  tradicionalno je plovilo u ovoj najjužnijoj dolini u Hrvatskoj.

## Povijest
Trupe je zabilježio u svom putopisu Alberto Fortis. Zapisao je da Neretvanci imaju brodiće koji su vrlo maleni i lagani, nazivaju ih čopulama i da su od vrlo tankih daščica koje su spojene nutarnjim rebrima.
Stotinama godina, sve do početka 1970-ih godina XX. stoljeća trupice su bile osnovno "osobno"  prijevozno sredstvo u dolini Neretve, za razliku od lađa, koje su bile svojevrsno "teretno" prijevozno sredstvo.
Ime vuče iz izvornog oblika kada su bile jednostavni izdubljeni "trupci" (debla), kao i mnoga slična plovila širom svijeta, a duž hrvatske obale nakada poznat kao copula odnosno čopula.

## Građa
U dnu je duga 3-3,4 m, a široka po sredini 50-60 cm. U. vrhu je duga 4-4,10 m, a široka u sredini 90 cm. Sa strane je visoka 25-30 cm. Teret koji prevozi je 200-250 kg. U novije se vrijeme grade i od plastike, inače ih se gradi od drva, t.j. drvenih dasaka, premazanih katranom. Imaju ravno dno. Poljodjelcima delte Neretve služe za odlazak u njihova polja okružena mnogobrojnim močvarnim kanalima i rukavcima Neretve i prijevoz manjih tereta. Da bi se zaštitile od sunca, u ljetnim mjesecima na dno se stavlja sijeno. Trupica je lagano plovilo koje može nositi dvoje ljudi.
Obično se njome upravlja veslajući stojećki jednim veslom, veslajući naizmjenično s obje strane trupice. Vrlo rijetko je imala sasvim malo jedro na jarbolu u prednjem dijelu. Jedro je obično bilo kvadratno ili trapezoidno.  
Lokalni poljoprivrednici i danas koriste lađe i trupe za prijevoz proizvoda cijelom dolinom, kanalima do tržnica uz rijeku Neretvu.

## Zanimljivosti
- Do posebnog izražaja korisnosti trupica došlo je za vrijeme velikih poplava u Metkoviću u siječnju[3] i u prosincu[4] 2010., kada su zbog plitkog gaza uz lađu bile najčešće prijevozno sredstvo kroz ulice Metkovića s desne strane Neretve.
- Tradicija života s trupom i lađom, plovilima doline Neretve nalazi se na popisu nematerijalnih kulturnih dobara RH.[5]

## Vanjske poveznice
- Čamac Hrvatska tehnička enciklopedija, portal hrvatske tehničke baštine. LZMK